# Louis Bouton
Pour les articles homonymes, voir Bouton.
Louis Sulpice Bouton (12 janvier 1800, Port Louis - 24 novembre 1878) est un botaniste mauricien.

## Carrière
Il participa à la Société royale des arts et des sciences de l'île Maurice aux côtés de Charles Telfair, Wenceslas Bojer, Jacques Delisse, Julien Desjardins ou François Liénard de la Mivoye.

## Hommages
Plusieurs espèces portent son nom, notamment Trochetia boutoniana, l'emblème floral de la république de Maurice. Une allée du jardin botanique de Pamplemousses porte son nom. Un petit lézard nouvellement identifié comme étant une espèce endémique de Maurice, porte aussi son nom: le scinque de Bouton (Cryptoblepharus boutonii).
Les genres de plantes Boutonia et Neoboutonia portent aussi son nom.